# Рытое (деревня)
Рытое — деревня в Селижаровском муниципальном округе Тверской области.

## География
Деревня расположена в 30 км на северо-восток от посёлка Селижарово.

## История
В 1806 году в селе была построена каменная Никольская церковь с 3 престолами, распространена в 1866 году, метрические книги с 1780 года.
В конце XIX — начале XX века село входило в состав Дрыгомской волости Осташковского уезда Тверской губернии. 
С 1929 года деревня являлась центром Рытовского сельсовета Селижаровского района Ржевского округа Западной области, с 1935 года — в составе Калининской области, с 1994 года — в составе Дрыгомского сельского округа, с 2005 года — в составе Березугского сельского поселения, с 2017 года — в составе Селижаровского сельского поселения, с 2020 года — в составе Селижаровского муниципального округа.

## Население
| 1859 | 1889 | 2002 | 2010 |
| ---- | ---- | ---- | ---- |
| 61   | ↗101 | ↘0   | →0   |